# إمبراطورية م (مسلسل)
إمبراطورية م هو مسلسل مصري عُرض في شهر رمضان عام 1445 هـ، من بطولة خالد النبوي، حلا شيحة، محمد محمود عبد العزيز، نور النبوي، نشوى مصطفى، من تأليف محمد سليمان عبد المالك، ومن إخراج محمد سلامة، في إطار درامي اجتماعي، تدور الأحداث بأن يجد "مختار" نفسه مسئولًا عن أولاده الستة، عقب وفاة زوجته، وعليه أن يواكب تفكيرهم وعصرهم، وفي ذات الوقت يختار بين من تعلق بها قلبه، وحياة أولاده، وتتوالى الأحداث.

## قصة المسلسل
تدور أحداث مسلسل "إمبراطورية م" حيث يجسد خالد النبوي شخصية "مختار أبو المجد"، الذى يصبح المسؤول عن أولاده الستة، بعد وفاة زوجته، ويجد نفسه مضطرا إلى أن يصنع لهم حياة مختلفة، ولكنه يواجه العديد من الصعاب بسبب تفكيرهم المعاصر، ويقع في قصة حب جديدة وتبدأ الحيرة بين قلبه وعقله.

## طاقم التمثيل
- خالد النبوي
- محمد محمود عبد العزيز
- نشوى مصطفى
- محمود حافظ
- حلا شيحة
- محمد القس
- أحمد صيام
- هالة فاخر
- محمد رضوان
- نور النبوي
- إيمان السيد
- مايان السيد
- هاجر السراج
- نجلاء بدر
- نورهان منصور
- عمر زهران
- منى أحمد زاهر
- آدم وهدان
- ليلى عز العرب
- إلهام صفي الدين
- أحمد السلكاوي
- أحمد طلعت
- يارا عزمي
- محمود فايز
- أحمد عنان
- عمر حسن
- سلاف فواخرجي
- أحمد سانتا

## فريق العمل
- إنتاج: تامر مرتضى، شركة أروما للإنتاج الفني
- تأليف: إحسان عبد القدوس، محمد سليمان عبد المالك
- إخراج: محمد سلامة
- ستايلست: ريم العدل
- منفذ الملابس: رفعت عبد الحكيم

## روابط خارجية
- إمبراطورية م على موقع قاعدة بيانات الأفلام العربية